# Silje Norendal
Silje Norendal, född 1 september 1993 i Kongsberg, är en norsk snowboardåkare som tagit flera guld i X Games. Hon tävlar i grenarna slopestyle, halfpipe och snowboardcross.
Norendal var 12 år gammal när hon fick sitt första sponsoravtal. Hon slog igenom i Vinter X Games Europa 2011 då hon tog silver i snowboardgrenen slopestyle. 2014 ingick Norendal i den norska OS-truppen och tävlade i Sotji, men hennes resultat räckte inte till pallplats och hon slutade på plats nummer elva i damernas slopestyle.
| ”                                          | När du vet att du kommer att slå dig går tiden väldigt sakta. | „ |
| – Silje Norendal i Skavlan, 2 oktober 2015 |                                                               |   |

## Utmärkelser
- Rookie of the year, Snowboard Awards 2007 (Norge).[4]
- Årets kvinnelige snowboardkjører, Snowboard Awards 2011 (Norge).[4]